# 岩元美智彦
岩元 美智彦（いわもと みちひこ、1964年 - ）は、日本の実業家。日本環境設計株式会社（現JEPLAN）創業者・代表取締役会長。アショカ・フェロー。

## 人物・来歴
鹿児島県生まれ。鹿児島県立錦江湾高等学校を経て、一浪後、北九州大学（現北九州市立大学）商学部入学、1988年卒業後、繊維商社に入社し、九州地区にて営業に従事。2007年髙尾正樹と日本環境設計を設立し、代表取締役社長に就任。2016年同社代表取締役会長。東京都大田区在住。二女の父。
金井政明良品計画代表取締役社長の支援などを受け繊維製品リサイクル調査事業を構築。化学的リサイクル技術の研究開発を進め、世界初となるケミカルリサイクル技術「BHET法」を用いた工場を北九州市に整備するなどした。
2015年日本人としては5人目となるアショカ・フェローに選出。EY アントレプレナー・オブ・ザ・イヤー2015ジャパン チャレンジング・スピリット部門大賞受賞。2016年日経ビジネス次代を創る100人選出。Japan Venture Awards 2017中小企業庁長官賞受賞。スーツ・オブ・ザ・イヤー2020受賞。2021年ベスト・ファーザー イエローリボン賞の経済部門を受賞し、俳優の谷原章介とともにベスト・ネクタイスト賞にも選出された。

## 著書
- 『「捨てない未来」はこのビジネスから生まれる:赤字知らずの小さなベンチャー「日本環境設計」のすごいしくみ』ダイヤモンド社 2015年